# نیکولای سوهوروکوف
نیکولای سوهوروکوف (به انگلیسی: Nikolay Suhorukov) (زادهٔ ۱۹۳۱) شناگر اهل شوروی است.